# Нижнее Стярле
Ни́жнее Стярле́ (тат. Түбән Эстәрле) — деревня в Азнакаевском районе Республики Татарстан, в составе Верхнестярлинского сельского поселения.

## Этимология названия
Топоним произошел от татарского слова «түбән» (нижний) и ойконима «Эстәрле» (Стярле).

## География
Деревня находится близ реки Стярле, в 38 км к востоку от города Азнакаево.

## Население
| 1889 | 1910 | 1920 | 1926 | 1938 | 1949 | 1958 |
| ---- | ---- | ---- | ---- | ---- | ---- | ---- |
| 649  | ↗907 | ↗926 | ↘429 | ↗490 | ↘367 | ↘284 |
| 1970 | 1979 | 1989 | 2002 | 2010 | 2015 | 2021 |
| ↘279 | ↘207 | ↘126 | ↘112 | ↘89  | ↘87  | ↘65  |

Национальный состав села: татары.

## Религиозные объекты
Мечеть (построена в 1916 году).